# Ludwig III. (Pfalz)

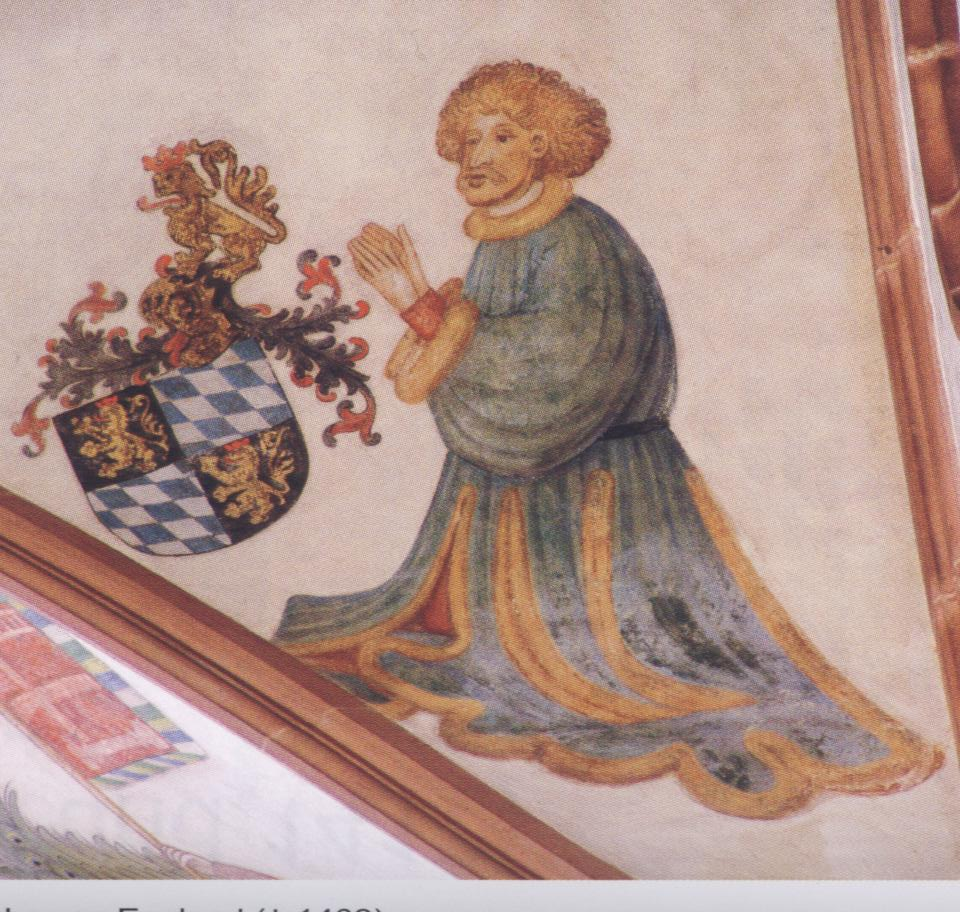
Kurfürst Ludwig III. von der Pfalz, zeitgenössische Darstellung an der Chordecke der Stiftskirche (Neustadt an der Weinstraße).

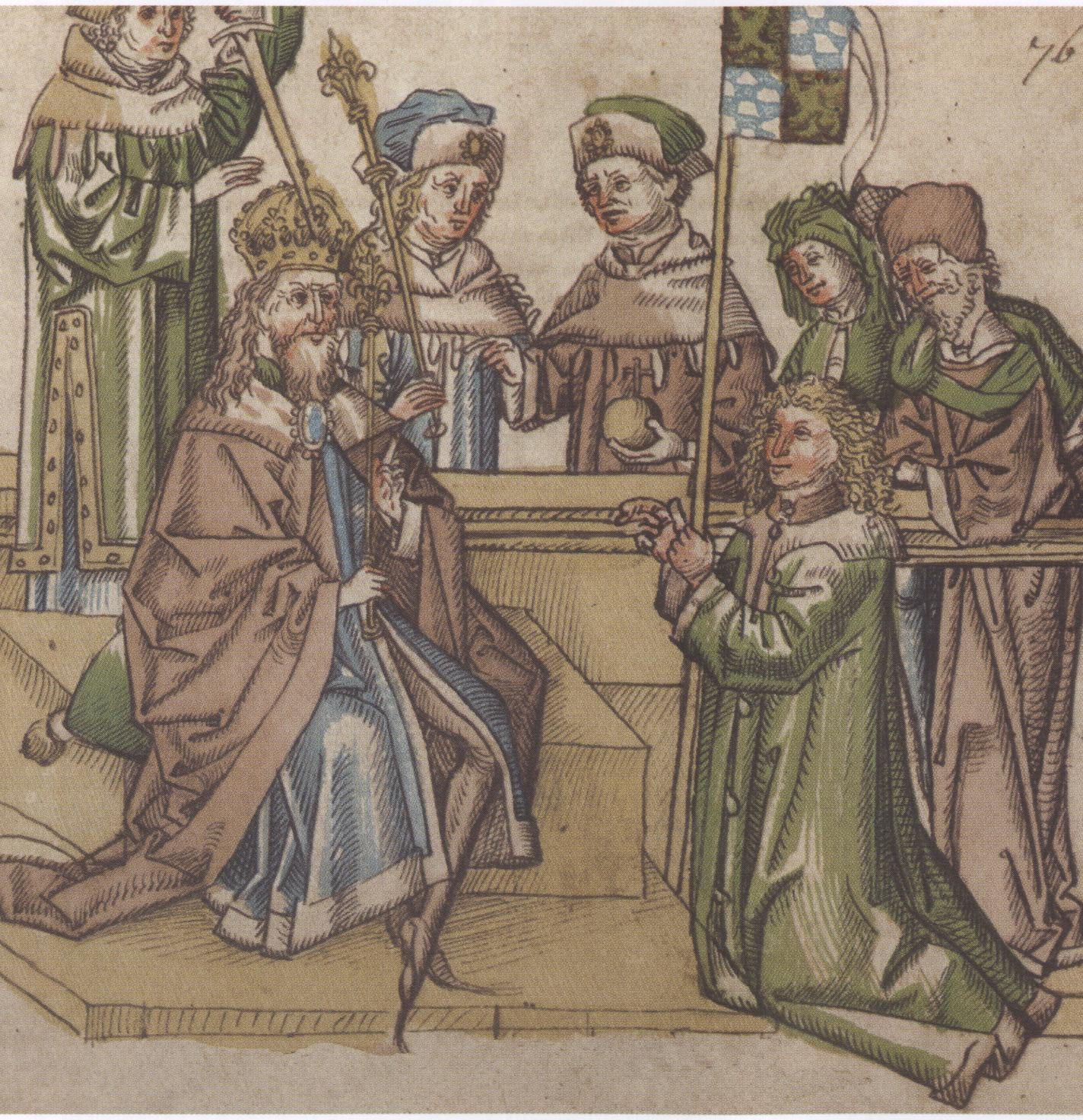
Ludwig III. von der Pfalz (mit Standarte) wird 1411 von König Sigismund mit dem Fahnlehen der Pfalz neu belehnt. Konstanzer Konzilschronik von Ulrich Richental, um 1430

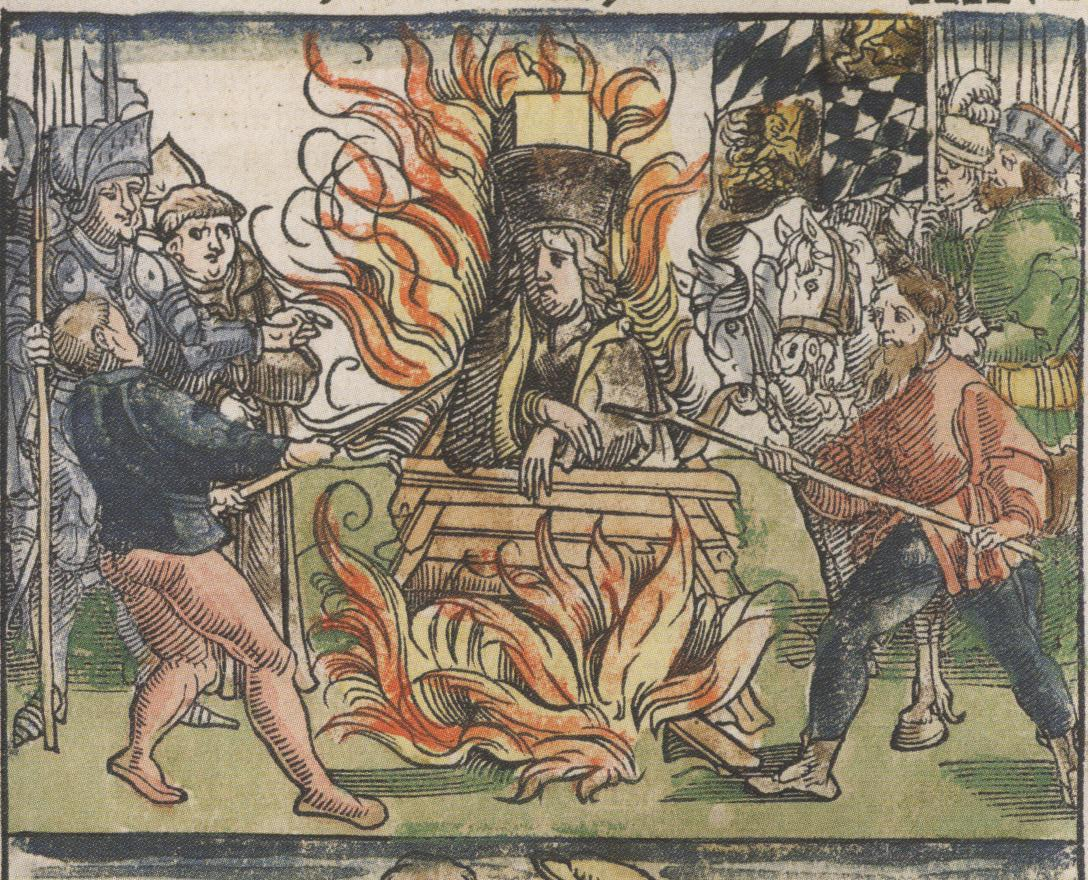
Ludwig III. von der Pfalz (rechts mit Standarte und Kurhut) überwacht die Hinrichtung von Jan Hus. Konstanzer Konzilschronik von Ulrich Richental, um 1430

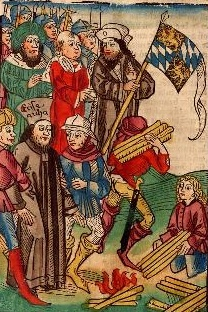
Ludwig III. von der Pfalz (mit Standarte) überwacht die Hinrichtung des Hieronymus von Prag. Konstanzer Konzilschronik von Ulrich Richental, um 1430

Ludwig III., auch Ludwig der Bärtige; (* 23. Januar 1378; † 30. Dezember 1436 in Heidelberg) aus dem Hause Wittelsbach war von 1410 bis 1436 Pfalzgraf und Kurfürst von der Pfalz. Er begründete die sogenannte Ältere Kurlinie der Pfalz, die dort bis 1559 regierte.

## Familie
Seine Eltern waren Kurfürst Ruprecht III. von der Pfalz und Elisabeth von Hohenzollern-Nürnberg. Sein Vater war 1398 bis 1410 Pfalzgraf bei Rhein und von 1400 bis 1410 auch römisch-deutscher König. 1397 und 1401 starben seine älteren Brüder Ruprecht Pipan und Friedrich, so dass Ludwig als drittältester Sohn nachrückte.

## Leben

### Frühe Jahre
Schon während der Herrschaft seines Vaters als deutscher König und Pfälzer Kurfürst zog man Ludwig zu Regierungsaufgaben heran. So amtierte er 1401–1402 als Reichsvikar, als sich der Vater auf einem Italienzug befand. Ludwig ging auch zur Unterstützung des Vaters gegen den abgesetzten König Wenzel vor, doch konnte er nach anfänglichen Erfolgen lediglich am 2. Juni 1401 vor Prag einen Waffenstillstand schließen.
1402 heiratete Ludwig III. Prinzessin Blanca von England, die jedoch am 22. Mai 1409 verstarb, noch ehe ihr Mann zur Regierung gelangte. Als Heiratsgut brachte sie u. a. die sogenannte „Pfälzische Krone“, in den wittelsbacher Familienbesitz ein, die sich noch heute in der Schatzkammer des Residenzmuseums zu München befindet. Es ist die älteste erhaltene englische Krone und war vermutlich die Brautkrone der Königin Anne von England.
Nach dem Tod des Vaters teilte man dessen Reich unter den vier Söhnen auf. Der verwitwete Ludwig wurde am 3. Oktober 1410 sein Haupterbe in der Kurpfalz und Nachfolger in der Kurwürde. Die restlichen Landesteile fielen an seine drei jüngeren Brüder. Johann erhielt Pfalz-Neumarkt, Otto die Herrschaft Pfalz-Mosbach und Stefan übernahm Pfalz-Simmern. Stefans Nachkommen sollten nach dem Aussterben von Ludwigs Linie ab 1559 dann die Kurpfalz regieren.

### Kurfürst
Kurfürst Ludwig war hochgebildet und religiös sehr engagiert. An der Heidelberger Universität kam es ihm darauf an, dass die Fächer der theologischen, der philosophischen und der juristischen Fakultät gefördert wurden und ihre Stellen keine Belohnung minderfähiger Professoren bedeuteten. 1413 vollendete er die von seinem Vater begonnene Umwandlung der Heiliggeistkirche in ein Kollegiatstift für vierzehn Mitglieder der Universität. 1421 vermachte er der Hochschule seine eigenen Bücher zum freien Gebrauch der Studenten und war ein passionierter Sammler kostbarer Handschriften. Beide Büchersammlungen bildeten den Grundstock zur später berühmten Bibliotheca Palatina.
Ludwig sah trotz seiner machtvollen Stellung im Reich von einer Kandidatur für die Königswürde ab. Stattdessen unterstützte er 1411 die Wahl Sigismunds von Luxemburg, der ihn als Getreuesten seiner Gefolgsleute ansah und im Gegenzug die Verpfändungen des Reiches an die Pfalz bestätigte. König Sigismund setzte den Pfälzer als Reichsvikar ein, wodurch er bei Abwesenheit des Monarchen dessen Stellvertreter war. Kurfürst Ludwig hatte auf dem Konzil von Konstanz wesentlichen Anteil am Erfolg der Verhandlungen, die den römischen Papst Gregor XII. zur Abdankung bewogen. Damit schien das Haupthindernis zur Beendigung des Abendländischen Schismas beseitigt. Der König ernannte Ludwig III. daraufhin zum Reichsrichter, dem die Vollstreckung der Reichsurteile oblag, sowie zum stellvertretenden Konzilsprotektor, also zum Schutzherrn, der für Sicherheit und Frieden beim Konzil Sorge tragen musste.
In seiner Eigenschaft als Reichsvikar und Reichsrichter hatte Ludwig III. in Abwesenheit des Königs den Vollzug des vom Konzil verhängten und als Reichsgesetz geltenden Urteils gegen Johannes Hus wegen Häresie zu vollstrecken. Dieser wurde deshalb am 6. Juli 1415 unter seiner Aufsicht öffentlich verbrannt. Die gleiche Aufgabe fiel ihm bei dessen Mitstreiter Hieronymus von Prag am 30. Mai 1416 zu, den man wegen seines Widerrufs zunächst begnadigte, aber hinrichtete, als er seine alten Thesen erneut bekräftigte. Ebenso beauftragte ihn König Sigismund, den Pisaner (Gegen-)Papst Johannes XXIII., der zwar einem Rücktritt zustimmte, aber vermutlich zwecks Restauration seiner Macht am 20. März 1415 heimlich aus Konstanz geflüchtet war, festzunehmen und ihn bis zur Wahl eines neuen Papstes festzuhalten. Ende April konnte der Pfälzer Kurfürst den Flüchtigen in seinen Gewahrsam bringen und er setzte ihn auf dem Heidelberger Schloss fest. Dort erhielt er am 31. Mai des Jahres seine vom Konzil ausgesprochene Absetzung, der er zustimmte und auch formell auf sein Papstamt verzichtete. Im Frühjahr 1416 deckte man ein Befreiungskomplott auf, weshalb Johannes XXIII. im Verlauf des Sommers in die sicherere Burg Eichelsheim kam, die sich auf dem heutigen Mannheimer Stadtgebiet befand. Am 11. November 1417 erfolgte in Konstanz die Wahl von Papst Martin V. und das Schisma galt als beendet. Deshalb hob man die Haft gegen Johannes XXIII. auf; er erlangte seine Freiheit allerdings erst im Frühjahr 1419, da Kurfürst Ludwig III. ihn für die durch seine Flucht vom Konzil entstandenen Kosten haftbar machte und nur nach deren Begleichung ziehen ließ.
1415 schloss sich Ludwig III. der gegen Ludwig VII. von Bayern-Ingolstadt gerichteten Sittichgesellschaft an, ihr Mitglied blieb er auch nach der Umwandlung in die Konstanzer Liga. 1417 heiratete er in zweiter Ehe Prinzessin Mechthild (Matilde) von Savoyen. 1422/23 unternahm der Pfälzer Herrscher eine Preußenfahrt. In der Reichspolitik gehörte er 1424 zur Opposition der Kurfürsten, die sich gegen König Sigismund im Binger Kurverein zusammenschlossen.

### Späte Jahre und Tod
Am 5. Mai 1426 starb sein Sohn Ruprecht, den er als Thronfolger bereits in die Regierungsgeschäfte hatte einarbeiten lassen. Der Kurfürst war über diesen Sterbefall so erschüttert, dass er sich zu einer Pilgerfahrt ins Heilige Land entschloss, die er 1427 antrat, von der er jedoch schwer krank zurückkehrte. Seine Frömmigkeit und sein religiöses Engagement hatten noch zugenommen, so dass man ihm Beinamen wie „der Gottesfromme“ oder „der Pfaffentrost“ gab. Im Jahr 1428 machte er Heinrich Münsinger (1397–1476) zu seinem Leibarzt.
Seit 1430 war der Kurfürst nahezu erblindet. 1435 entmachteten ihn seine zweite Frau, Mechthild von Savoyen, und ihre Räte. Ludwigs jüngerer Bruder Otto übernahm die Regierungsgeschäfte und die Erziehung der Söhne.
Ludwig starb 1436 in Heidelberg und wurde in der dortigen Heiliggeistkirche beigesetzt.
Nachfolger als Pfälzer Kurfürst wurde sein nun ältester Sohn Ludwig IV. (1424–1449), der schon mit 25 Jahren verstarb und sein einjähriges Kind Philipp (1448–1508) als Erben hinterließ. Für diesen regierte bis zum eigenen Tod sein Onkel Friedrich der Siegreiche (1425–1476), zweitältester Sohn von Kurfürst Ludwig III.

## Ehen und Nachkommen

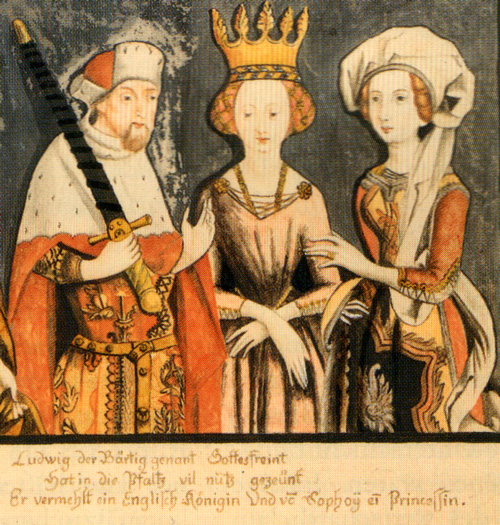
Kurfürst Ludwig III. mit seinen beiden Ehefrauen. Mittig, mit Krone, Blanca von England.

Kurfürst Ludwig III. heiratete am 15. August 1401 in Köln die Prinzessin Blanca von England (1392–1409), Tochter des Königs Heinrich IV. und seiner Gattin Mary de Bohun. Aus der Ehe ging ein Sohn hervor:
- Ruprecht der Engländer (* 22. Mai 1406, in Heidelberg; † am 20. Mai 1426, ebendort, begraben in der Heiliggeistkirche in Heidelberg). Bis zu seinem Tod war er der präsumptive Nachfolger seines Vaters in der Kurwürde.

In zweiter Ehe heiratete Ludwig III. am 30. November 1417 in Pignerol Prinzessin Mechthild (Matilde) von Savoyen (1390–1438), die Schwester der Seligen Margarete von Savoyen, Tochter von Amadeus von Savoyen, Herr von Piemont, und Katharina von Genf.
- Mechthild (1419–1482)

1. ⚭ 1436 Graf Ludwig I. von Württemberg (1411/1412–1450);
2. ⚭ 1452 Erzherzog Albrecht VI. von Österreich (1418–1463);

- Ludwig IV. (1424–1449) ⚭ 1445 Prinzessin Margarethe von Savoyen (1420–1479), Witwe des (Titular-)Königs Ludwig III. von Neapel aus dem Hause Anjou;
- Friedrich I. (1425–1476)

1. verlobt mit Elisabeth von Bayern (Elisabeth heiratete 1445 Graf Ulrich V. von Württemberg-Stuttgart),
2. ⚭ 1462 Clara Tott; die Nachkommen aus dieser Verbindung sind die Grafen bzw. Fürsten zu Löwenstein-Wertheim;

- Ruprecht von der Pfalz (1427–1480), Erzbischof von Köln.

An der Chordecke der als Memoria des Hauses Wittelsbach gegründeten Stiftskirche zu Neustadt an der Weinstraße befindet sich eine Darstellung des Jüngsten Gerichtes aus der Zeit um 1420, mit vor Christus knienden Großfiguren von Kurfürst Ludwig III., seiner Eltern und seiner ersten Gattin Blanca von England. Letztere ist auch dort bestattet und man geht davon aus, dass Ludwig III. die prachtvollen Gemälde fertigen ließ, um die Grabstätte seiner von ihm sehr betrauerten ersten Frau auszuschmücken.